# 瓜生和成
瓜生 和成（うりゅう かずなり、1970年5月13日 - ）は、千葉県出身の俳優。身長170cm。 ファザーズコーポレーション所属。
1996年青山劇場「銀河鉄道の夜」で白井晃氏と出会い､遊◎機械/全自動シアター等に出演。
ナイロン100℃などの公演に参加の後、1998年に東京タンバリンに出演し、劇団員となる。以後 ほぼ全作品に出演。
2019年、東京タンバリンを退団し、小松台東に入団。

## 出演作品

### 舞台
- 音楽劇 銀河鉄道の夜（1996年 青山劇場プロデュース）
- 下北ビートニクス（1996年 ナイロン100℃）
- 機械仕掛けのフウリン（1996年 マジックマッシュルーム）
- レッツゴー浪曲（1997年 グループる・ばる）
- サンク（1997年 マジックマッシュルーム）
- 花咲く家の物語（1998年 マルセ太郎喜劇カンパニー）
- 線香花火（1998年 東京タンバリン）
- オーマイパパ（1998年 遊◎機械/全自動シアター）
- Soul Food souse（1998年 マォティーズインディアン）
- ゆがんだ眼鏡（1999年 東京タンバリン）
- 春夏秋冬（1999年 東京タンバリン）
- 阿呆劇 ファルスタッフ（1999年）
- イカイノ物語（1999年 マルセカンパニー）
- ホトトギス（1999年 グループ る・ばる）
- 盆と正月（2000年 東京タンバリン）
- WOOD（2000年 東京タンバリン）
- 夏祭り（2000年 東京タンバリン）
- 枯れない人々（2000年 マルセカンパニー）
- カスタム オブ ザ カントリー（2000年 劇工房ライミング）
- SUNサンSUN（2001年 東京タンバリン）
- 最後の夏休み（2001年 東京タンバリン）
- コウエンデ（2001年 東京タンバリン）
- イカイノ物語（2001年 マルセカンパニー）
- 半月（2001年 海千山千）
- 京成線に乗って（2002年 COB）
- ぐずるぜ（2002年 東京タンバリン）
- tango（2002年 東京タンバリン）
- Damage（2003年 ENBUゼミ）
- ダイヤモンド（2003年 東京タンバリン）
- 水の庭（2003年 東京タンバリン）
- ゆきのしたにみどりに菜の花（2004年 一滴文庫）
- セロテープボンドセメダイン（2004年 クレネリ）
- ポウズ（2004年 ちからわざ）
- 枯れない人々（2004年 COB）
- 煙ノ行方（2004年 ポかリン記憶舎）
- 化粧する君の背中が小さく見えて僕はフタコブラクダと砂漠を渡る（2004年 青年座）
- グッドモーニング（2004年 ENBUゼミ）
- ヒトリシズカ（2005年 東京タンバリン）
- 雨のにおい（2005年 東京タンバリン）
- デッサン（2005年 東京タンバリン）
- メガロポリス（2005年 メガロシアター）
- 乙女の国（2005年 クレネリゼロファクトリー）
- なみだくじ（2005年 クレネリゼロファクトリー）
- 枯れない人々（2005年・岐阜、名古屋公演 COB）
- ゼブラ（2005年 ONEOR8）
- トゥモローネバーノウズ（2005年 ENBUゼミ）
- Damage（2006年 東京タンバリン）
- ワルツ（2006年 東京タンバリン）
- キング・オブ・心中（2006年 マンションマンション）
- 祝砲（2006年 COB）
- 帰れない二人（2006年 三鷹芸術文化センター）
- フラミンゴの夢（2006年11月 タテヨコ企画）
- Fabrica 10.0.1（2007年1月 ROBOT）
- うたかたの日々（2007年3月 ヒンドゥー五千回）
- 花咲く家の物語（2007年4月 COB 再演）
- 鉄の纏足（2007年6月/11月広島公演 東京タンバリン）
- 最愛（2007年9月 宝船）
- ゼブラ（2007年11月 ONEOR8 再演）
- ムコウカタ（2008年1月 ちからわざ）
- 花咲く家の物語（2008年2月 COB 再演）
- 犬婿入り（2008年4月 シアターχプロデュース）
- 華燭（かしょく）（2008年6月 東京タンバリン）
- 荒野の二人（2008年11月 劇団一の会）
- ソラヲカゾエル（2008年12月 G-up side.B session）
- 静かな爆（2009年2月 東京タンバリン）
- 夜まで待てない（2009年5月 タテヨコ企画）
- 赤色エレジー（2009年7月 プロジェクトナッター）
- 雨のにおい（2009年10月/11月広島公演 東京タンバリン）
- ベイビーフェイス（2009年11月 鈴舟）
- BirthDay！（2009年12月 G-up side.B session）
- 棄憶〜kioku〜（2010年3月 G-up presents）
- パラデソ（2010年4月 タカハ劇団）
- 太陽が僕を笑った（2010年5月 劇団一の会）
- ノータリンベイビー・ノーリターン（2010年7月 花組芝居・BoroBon企画）
- お買いもの（2010年10月 東京タンバリン）
- サンタクロースの作り方（2010年12月 G-up presents）
- 明るい表通りで－On The Sunny Side Of The Street－（2011年1月 文月堂）
- 激流としるし（2011年3月 日本劇作家協会 月いちリーディング）
- ロマン（2011年5月 東京タンバリン）
- 坂口さんの秘密の小部屋（2011年9月 劇団一の会）
- ベイビーフェイス2（2011年10月 鈴舟）
- ブレーメン（2011年12月 OH!K produce）
- 吉祥寺お散歩（2012年3月 東京タンバリン）
- 婦獄百景（2012年5月 東京タンバリン）
- 高木珠里の演劇100人組手（2012年7月 演劇100人組手実行委員会）
- 初夏ナルホドネ〜後編「荒野の二人」（2012年7月 劇団一の会）
- いんげん（2012年9月 西瓜糖 第1回公演）
- ブレーメンの怪人（2012年12月 ナ・ポリプロピレンプロデュース）
- 秘を以て成立とす（2013年3月 KAKUTA）
- ことほぎ（2013年7月 文月堂 日替わりゲスト）
- そこはよしなに〜4（よんの）仮面を持つ少女（おじさん）〜（2013年11月）
- ナツメ（2013年12月 ナ・ポリプロピレンプロデュース 日替わりゲスト）
- 母乳とブランデー（2014年1月 トローチ#1）
- 仮面音楽祭（2014年4月 江古田のガールズ）
- ザ グレイトハンティング（2014年5月 劇団HOBO）
- カナタノヒトヘ（2014年8月 BoroBon企画）
- 勇気出してよ（2014年10月 小松台東）
- 気がつけば、あした。（2014年11月 aibook）
- 暗く暖かな日々（2015年2月 小松台東）
- いつでも君を（2015年6月 劇団一の会）
- スウィング・アウト・ペアレンツ（2015年8月 トローチ#2）
- 想いはブーン（2015年10月 小松台東）
- さよならブレーメン（2015年12月 ナ・ポリプロピレンプロデュース 日替わりゲスト）
- どんてん（2016年1月 東京タンバリン）
- 三太おじさんの家（2016年3月 椿組）
- 勇気出してよ（2016年5月 小松台東）
- 明るい家族、楽しいプロレス！－今日も息子がウィ〜と叫ぶ－（2016年9月 小松台東）
- さようならば、いざ（2016年11月 ONEOR8）
- 甘い傷（2016年12月 龍昇企画）
- 昭和ブレーメン（2016年12月 ナ・ポリプロピレンプロデュース 日替わりゲスト）
- おばけリンゴ（2017年2月 Moratorium Pants 第11回公演）
- 山笑う（2017年5月 小松台東）
- ただいま　おかえり（2017年6月～７月 東京タンバリン）
- 疾走（2017年8月 aibook）
- 田園にくちづけ（2017年9月～10月 ブルドッキングヘッドロック）
- 瓜生和成高木珠里 二人芝居「ランタナ」（2017年10月）
- アックーノの逆襲！（2017年12月 ナ・ポリプロピレンプロデュース 日替わりゲスト）
- せんがわシアター121 Vol.11海外戯曲シリーズ「うちの子は」（2018年2月）
- 消す（2018年5月 小松台東）
- MITAKA“Next”Selection きっぽ（2018年9月 ぱぷりか）
- ゼブラ（2018年12月 ONEOR8）
- 仮面（2019年3月 小松台東“east”公演）
- メガシャークvs四姉妹（2019年4月 ホテルニューみなと旗揚げ公演 日替りゲスト）
- 青春にはまだはやい（2024年11月 - 12月、プテラノドン）[2]
- はぐらかしたり、もてなしたり（2025年6月 - 8月、iaku）[3]

### テレビ
- SP（2007年 CX 監督 藤本周）
- ボノム〜底抜けさん（2008年 WOWOW 監督 藤本周）
- 深夜食堂 2  #7白菜漬け（2011年 MBS/TBS 監督 小林聖太郎）
- 幸せハッピー（2012年 HTB スペシャルドラマ）
- 救命病棟24時 #10（2013年 CX）
- メルトダウンFile5 知られざる大量放出（2014年 NHKスペシャル）
- 禁断のホラーミステリー 怪異TV」#1（2015年 NHK・BSプレミアム）
- 大河ドラマ 青天を衝け（2021年、NHK） - 添田壽一 役
- 嫌われ監察官 音無一六 season1 第3話（2022年5月20日、テレビ東京） - 国木田幸也 役
- 特捜9 season6 第7話（2023年5月17日、テレビ朝日） - 河村貴司 役
- PORTAL-X 〜ドアの向こうの観察記録〜 第2話（2024年1月19日、WOWOW） - 明智わたる 役[4]
- 離婚しない男-サレ夫と悪嫁の騙し愛- 第2話（2024年1月27日、テレビ朝日） - 玉野英夫 役
- 顔に泥を塗る 第1話（2024年7月13日、テレビ朝日） - デパートの客 役[5]
- ホンノウスイッチ（2025年1月11日 - 3月15日、テレビ朝日） - 秋山茂 役[6]

### 映画
- 食堂かたつむり（2010年 東宝 監督 富永まい）
- 少林少女（2010年 監督 本広克行）
- 死にぞこないの青（2010年 監督 安達正軌）
- 荒川アンダー ザ ブリッジ THE MOVIE（2012年 ソニー・ピクチャーズ エンタテインメント 監督 飯塚健）
- 3月のライオン 後編（2017年 東宝 監督 大友啓史）
- 恋い焦れ歌え（2022年、フューチャーコミックス・スタジオブルー 監督 熊坂出）
- 逃走（2025年3月公開予定、太秦、監督 足立正生）[7]

### TVCM
- ヤクルト ピュアラ（2003年）
- ディックファイナンス 他（2003年）
- au 家族割り（2004年）
- 武田薬品 C1000タケダ（2005年）
- 日立洗濯機・ビッグドラム（2006年）
- NTTドコモ 僕らの時代（2007年）
- 日立広告（2008年）
- アリコジャパン（2008年）
- 読売ジャイアンツ・チケットGIANTS（2008年）
- 明治 ガルボキューブ（2011年）
- ユーキャン 澤穂希編・木下優樹菜編（2012年）
- ERA不動産（2012年）
- 湖池屋 ポテのん（〜2014年2月）
- 三菱東京UFJ銀行 カードローン（〜2014年3月）
- イオン トップバリュ中華点心鍋セット（〜2014年10月）
- ケイ・オプティコム 教えて！eo光の人「ネット1ギガ」篇（2014年7月〜）
- パナソニック 衣類スチーマー

### 吹き替え
- 仮面の王 イ・ソン（2018年）

### ラジオ
- 青春アドベンチャー「リテイク・シックスティーン」（2013年 NHK FMラジオドラマ 全15回）
- FMシアター「大都会に大漁旗を」（2015年9月 NHK FM）
- 劇ラヂ！ライブ2016「お墓参り」（2016年10月 NHKラジオ第一/NHKワールド・ラジオ日本）
- FMシアター「通い猫のアルフィーの奇跡」（2018年1月 NHK FM）

### WEBムービー
- 「あの時、小腹を満たしていたら、歴史は変わったかもしれない」レオナルド・ダ・ヴィンチ編（2015年10月 大塚製薬ソイジョイ）
- ネスレシアター「踊る大宣伝会議、（略）Season2」#3（2015年10月 ネスレ日本）